# Martin Ziguélé
Martin Ziguélé (ur. 12 lutego 1957) – polityk, premier Republiki Środkowoafrykańskiej w latach 2001-2003. Kandydat w wyborach prezydenckich w 2005. Przewodniczący MLPC od 2006.

## Życiorys
Martin Ziguélé urodził się w 1957 w miejscowości Paoua. W 1974 ukończył studia na Wydziale Nauk Humanistycznych Społecznych na Uniwersytecie w Bangi. W latach 1975–1977 oraz 1981-1982 kształcił się w Międzynarodowym Instytucie Ubezpieczeń w Jaunde w Kamerunie. Został członkiem Ruchu na rzecz Wyzwolenia Ludu Środkowoafrykańskiego (MLPC), partii politycznej założonej na początku lat 90. przez Ange-Félixa Patassé. Ziguélé przez 20 lat mieszkał w Lomé w Togo. Od lipca 2000 do kwietnia 2001 zajmował stanowisko dyrektora narodowego w Banku Państw Afryki Środkowej (BEAC).
1 kwietnia 2001 został mianowany na stanowisko premiera przez prezydenta Patassé. Funkcję szefa rządu pełnił do 15 marca 2003, kiedy to François Bozizé zajął zbrojnie stolicę Bangi i dokonał zamachu stanu, obalając władzę prezydenta Patassé. Ziguélé po utracie stanowiska udał się na emigrację do Francji.
W 2004 postanowił wziąć udział w nadchodzących wyborach prezydenckich. Jednak 30 grudnia 2004, razem z 6 innymi kandydatami, decyzją sądu został wykluczony z udziału w wyborach. 4 stycznia 2005 sąd cofnął wcześniejszą decyzję na wniosek prezydenta Bozizé, zezwalając mu i dwóm innym kandydatom na start. W styczniu tego samego roku zgodę na start uzyskali wszyscy kandydaci, poza byłym prezydentem Patassé. Ziguélé, występujący początkowo jako kandydat niezależny, w wyniku zablokowania kandydatury Patassé, uzyskał poparcie od MLPC. W pierwszej turze wyborów prezydenckich 13 marca 2005 zajął drugie miejsce z wynikiem 23,5%. W drugiej turze zmierzył się z urzędującym prezydentem Bozizé, z którym przegrał, zdobywając 35,4% głosów.
W czerwcu 2006 na nadzwyczajnym kongresie partii został wybrany przewodniczącym MLPC na okres 1 roku. Jednocześnie były prezydent Patassé został zawieszony w jej członkostwie. Rok później, 23 czerwca 2007 Ziguélé został wybrany przewodniczącym MLPC na okres 3 lat.